# Chrismopteryx chiliata
Chrismopteryx chiliata är en fjärilsart som beskrevs av Achille Guenée 1837. Chrismopteryx chiliata ingår i släktet Chrismopteryx och familjen mätare. Inga underarter finns listade i Catalogue of Life.